# Medal Koronacyjny Królowej Elżbiety II
Medal Koronacyjny Królowej Elżbiety II (ang. Queen Elizabeth II Coronation Medal) – pamiątkowy medal brytyjski, ustanowiony z okazji koronacji Elżbiety II w 1953 roku, nadawany osobom, które wzięły udział w uroczystościach koronacyjnych oraz przygotowaniu do nich. Medal został włączony również do systemów odznaczeń Australii, Kanady i Nowej Zelandii. Nadano 138 214 medali, z czego Australijczykom przyznano 11 561, a Kanadyjczykom 12 500.